# Pribeta
Pribeta (em húngaro: Perbete) é um município da Eslováquia, situado no distrito de Komárno, na região de Nitra. Tem 42,8 km² de área e sua população em 2018 foi estimada em 2.801 habitantes.

## Demografia
| Ano:        | 1994 | 2004   | 2014   | 2024   |
| ----------- | ---- | ------ | ------ | ------ |
| Broj ljudi: | 3197 | 3060   | 2901   | 2635   |
| Razlika:    |      | -4,28% | -5,19% | -9,16% |

| Ano:               | 2023 | 2024   |
| ------------------ | ---- | ------ |
| Número de pessoas: | 2665 | 2635   |
| Diferença:         |      | -1,12% |